# Boris Czirkow
Boris Pietrowicz Czirkow (ros. Борис Петрович Чирков; ur. 31 lipca?/13 sierpnia 1901 we wsi Łozowaja-Pawłowka, zm. 28 maja 1982 w Moskwie) – radziecki aktor filmowy, głosowy i teatralny. Bohater Pracy Socjalistycznej (1975). Trzykrotnie odznaczony Orderem Lenina (1938, 1967, 1975). Czterokrotny laureat Nagrody Stalinowskiej (1941, 1947, 1949, 1952).

## Życiorys
Boris Czirkow urodził się 13 sierpnia 1901 roku. W 1926 roku ukończył studia w Instytucie Sztuk Scenicznych w Leningradzie. Pracował w teatrach leningradzkich, potem moskiewskich. Na ekranie pojawił się od 1928 roku. Sławę przyniosła mu główna rola w Trylogii o Maksymie G. Kozincewa i L. Trauberga: Młodość Maksyma (1935), Powrót Maksyma (1937) i Maksym (1939). Zmarł 28 maja 1982 roku w wieku 80 lat. Został pochowany na Cmentarzu Nowodziewiczym w Moskwie.

## Wybrana filmografia

### Role filmowe
- 1928: Mój syn jako Pataszon
- 1931: Wioska na Ałtaju jako rozmawiający przez telefon
- 1934: Czapajew jako wieśniak
- 1934: Nowi ludzie
- 1935: W walce z caratem[5] jako Maksym
- 1936: Lenoczka i winogrona
- 1936: Przyjaciółki jako Sieńka
- 1937: Wielki obywatel jako Maksym
- 1937: Powrót Maksyma[6] jako Maksym
- 1938: Człowiek z karabinem jako Jewtuszenko
- 1939: Nauczyciel[7] jako Stiepan Iwanowicz Lautin
- 1939: Maksym[8] jako Maksym
- 1939: Minin i Pożarski jako Roman
- 1941: Wojenny almanach filmowy nr 1 (nowela filmowa Spotkanie z Maksymem) jako Maksym
- 1941: Wojenny almanach filmowy nr 3 (nowela filmowa Antosza Rybkin) jako Antosza Rybkin
- 1942: Pogromca atamana[9] jako Nestor Machno
- 1944: Kutuzow jako Denis Wasiljewicz Dawydow
- 1946: Dzieje kompozytora[10] jako Michaił Iwanowicz Glinka
- 1948: Sąd honorowy[11]
- 1949: Trzy spotkania[12] jako Nikanor Samosiejew
- 1950: Kawaler złotej gwiazdy[13] jako Kondratjew
- 1951: Donieccy górnicy[14] jako Stiepan Niedola
- 1954: Dygnitarz na tratwie[15] jako Cziżow, moskiewski chirurg
- 1956: Do ostatniej kropli krwi[16]
- 1958: Mój ukochany jako Żilin
- 1964: Żywi i martwi[17] jako Gawriła Biriukow

### Role głosowe
- 1949: Wiosenna bajka jako narrator
- 1950: Bajka o rybaku i rybce jako staruch
- 1950: Cudowny młyn jako dziadek
- 1952: Kasztanka jako stolarz
- 1954: Królewna żabka jako car

## Nagrody i odznaczenia
- Zasłużony Artysta RFSRR (1935)[18]
- Trzy Ordery Lenina (1938, 1967, 1975)[19]
- Dwa Ordery Czerwonego Standardu Pracy (1939, 1981)[19]
- Nagroda Stalinowska (1941, 1947, 1949, 1952)[19]
- Order Czerwonej Gwiazdy (1944)[19]
- Medal „W upamiętnieniu 800-lecia Moskwy” (1948)[20]
- Ludowy Artysta ZSRR (1950)[18]
- Bohater Pracy Socjalistycznej (1975)[19]
- Order Rewolucji Październikowej (1976)[20]